# Fatma Aydemir
Fatma Aydemir (ur. 1986 w Karlsruhe) – niemiecka pisarka i dziennikarka.

## Życiorys
Urodziła się w 1986 roku w Karlsruhe. Studiowała germanistykę i amerykanistykę na Uniwersytecie Johanna Wolfganga Goethego we Frankfurcie nad Menem.
Od 2012 roku pracuje jako felietonistka i redaktorka „Die Tageszeitung”, współpracowała także z takimi periodykami jak „Spex” i „Missy Magazine”.
Zadebiutowała w 2017 roku kontrowersyjną powieścią Ellbogen, która została wyróżniona Nagrodą Klausa Michaela Kühne i Nagrodą Franza Hessela. Utwór doczekał się także kilku adaptacji teatralnych. Druga powieść Aydemir, Dżiny, opowiada historię paru pokoleń turecko-kurdyjskiej rodziny, która emigrowała do Niemiec. Utwór znalazł się w finale nagrody Deutscher Buchpreis oraz przyniósł autorce nagrodę im. Roberta Gernhardta.
Aydemir mieszka w Berlinie.

## Twórczość
- Ellbogen, 2017
- Dschinns, 2022, wyd. pol.: Dżiny. Zofia Sucharska (tłum.). Wydawnictwo Cyranka, 2023. ISBN 978-83-67121-32-3. Brak numerów stron w książce